# Sort-en-Chalosse

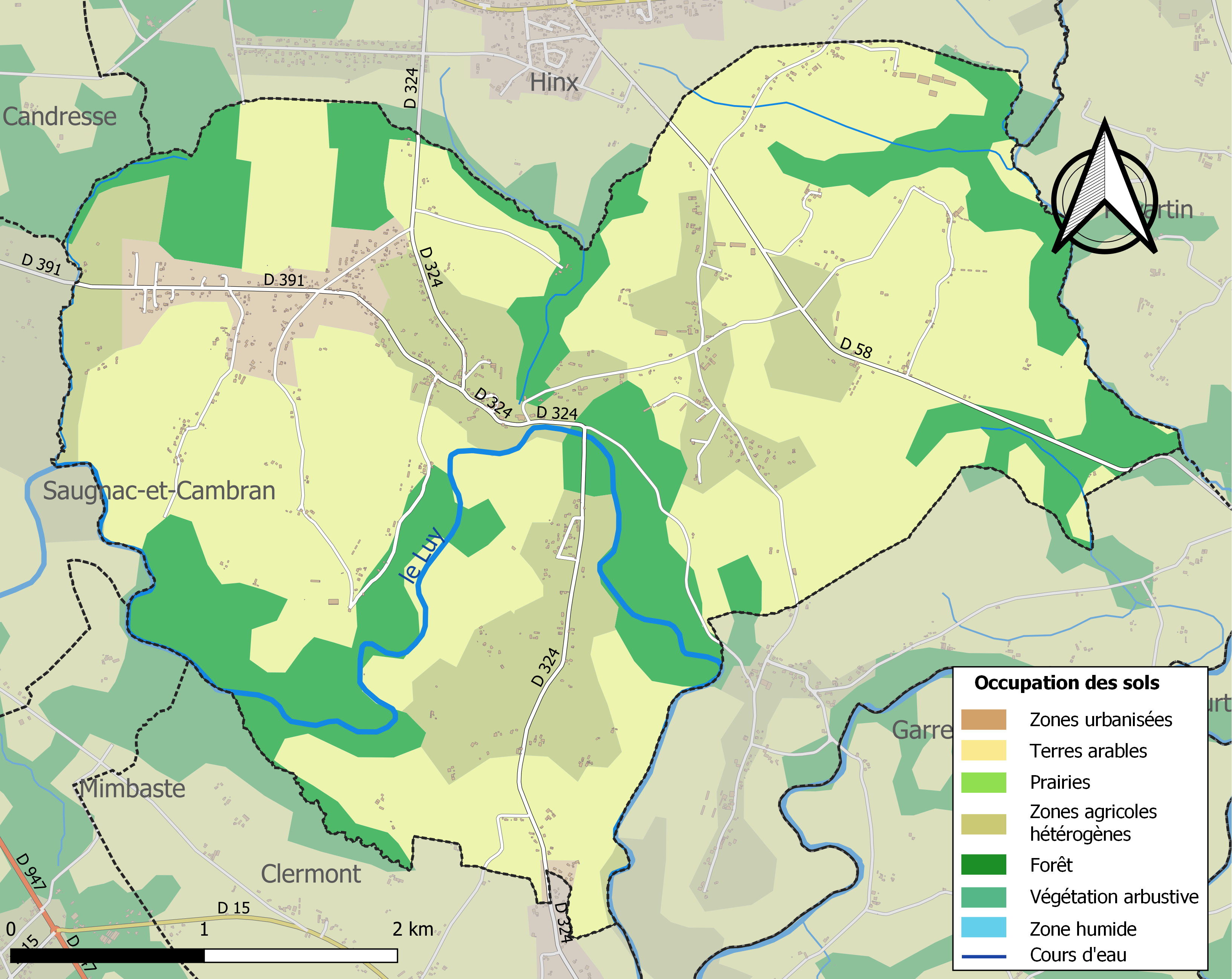
Karte der Infrastruktur und Bodennutzung in Sort-en-Chalosse

Sort-en-Chalosse (okzitanisch: Sòrt) ist eine französische Gemeinde mit 887 Einwohnern (Stand: 1. Januar 2022) im Département Landes in der Region Nouvelle-Aquitaine. Sie gehört zum Arrondissement Dax und zum  Kanton Coteau de Chalosse. Die Bewohner nennen sich Sortois.

## Geografie
Die GemeindeSort-en-Chalosse liegt im Westen der Landschaft Chalosse am Fluss Luy, etwa neun Kilometer ostsüdöstlich von Dax. Umgeben wird Sort-en-Chalosse von den Nachbargemeinden Hinx im Norden, Poyartin im Osten, Garrey im Südosten und Süden, Clermont im Süden, Mimbaste im Südwesten, Saugnac-et-Cambran im Westen sowie Candresse im Nordwesten.

## Bevölkerungsentwicklung
| Jahr                       | 1962 | 1968 | 1975 | 1982 | 1990 | 1999 | 2010 | 2021 |
| -------------------------- | ---- | ---- | ---- | ---- | ---- | ---- | ---- | ---- |
| Einwohner                  | 594  | 541  | 573  | 617  | 696  | 707  | 886  | 891  |
| Quellen: Cassini und INSEE |      |      |      |      |      |      |      |      |

## Sehenswürdigkeiten
- Kirche Notre-Dame, Monument historique, teilweise während der Französischen Revolution zerstört
- Kreuz Le Pont, Monument historique

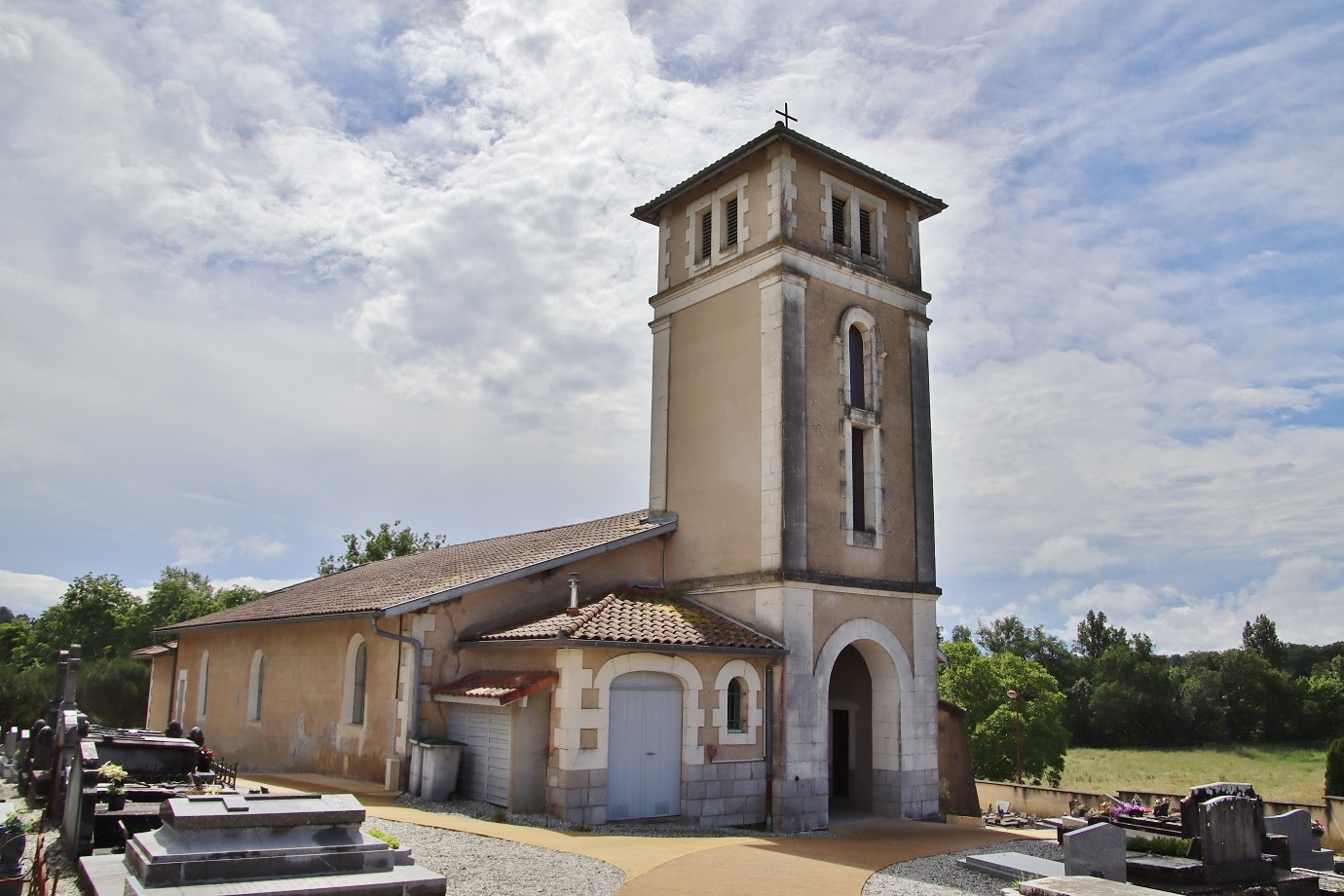
Kirche Notre-Dame
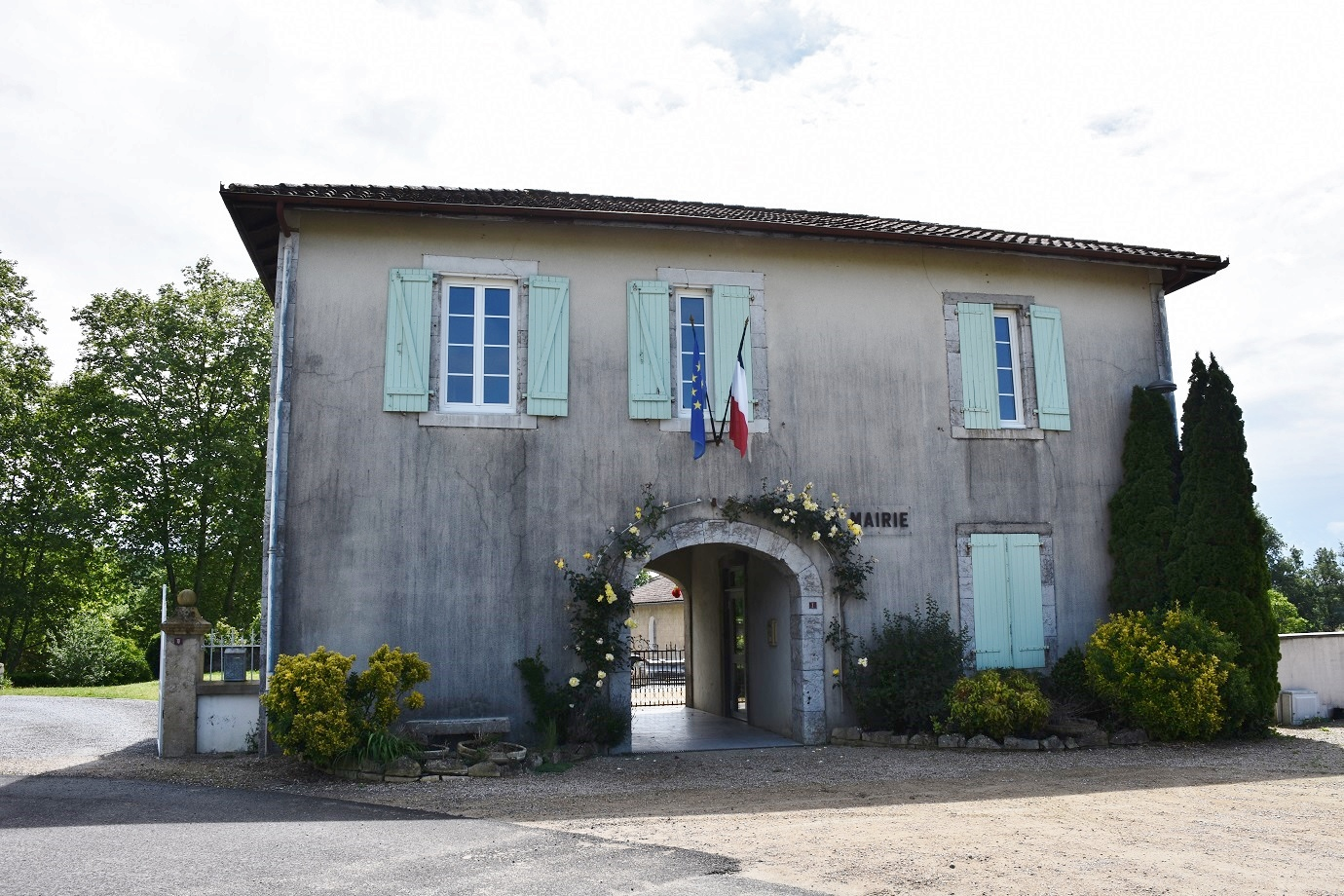
Rathaus (mairie)
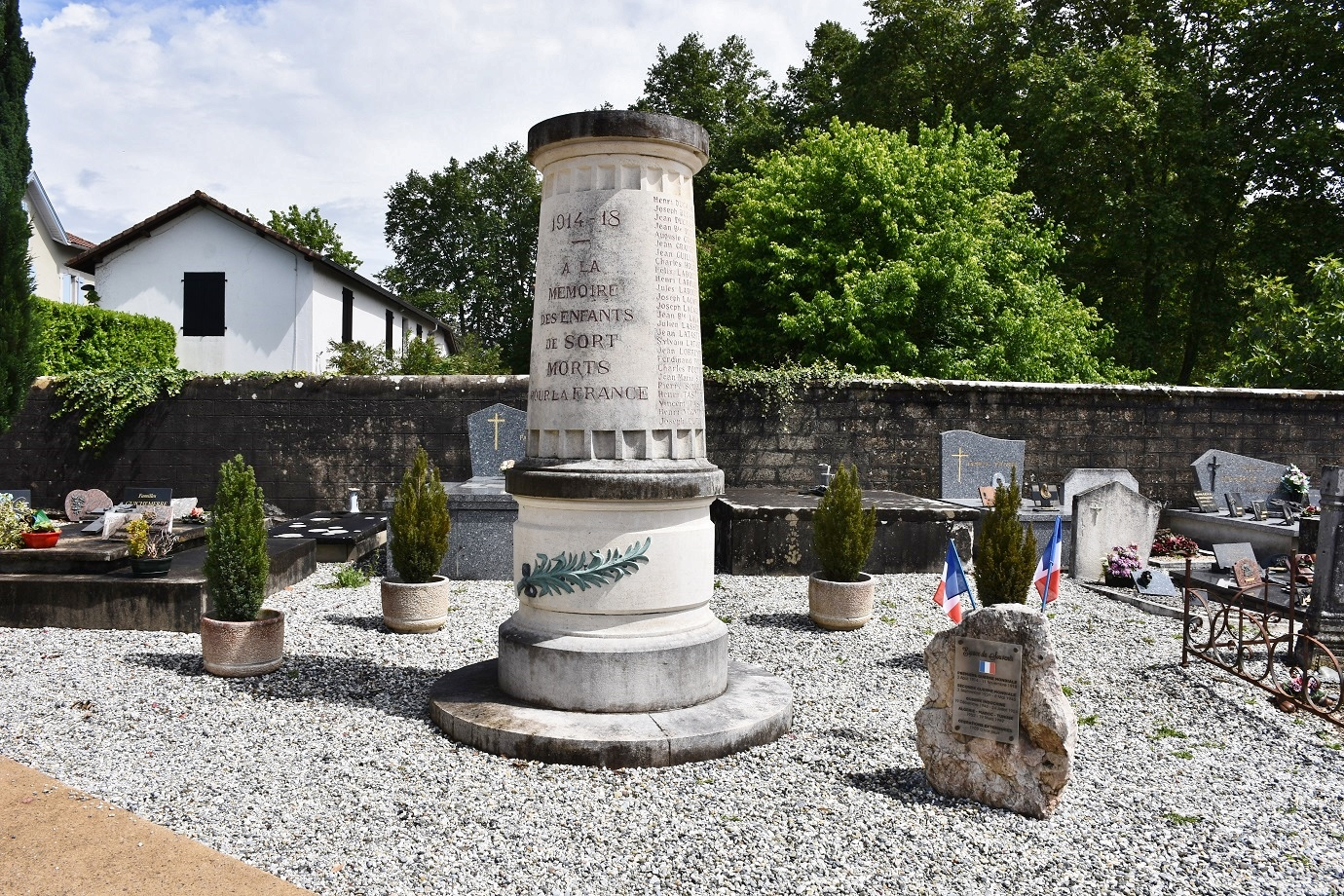